# Haemimont Games
Haemimont Games je bolgarski studio za razvoj videoiger, ki ga je leta 1997 v Sofiji ustanovil programer in poslovnež Gabriel Dobrev. Je najstarejše in s približno 50 zaposlenimi največje bolgarsko podjetje v tej panogi.
Podjetje, ki je najprej delovalo kot neodvisni studio, se ukvarja predvsem z razvojem strateških videoiger in upravljalskih simulacij. Med njimi je bilo več lastnih naslovov, pogosto pa so tudi razvijali naslove po licencah drugih založnikov. Med slednjimi je bolj znanih nekaj delov serije Tropico in najnovejši izdelek, taktična potezna igra Jagged Alliance 3 iz istoimenske serije po licenci THQ Nordic. Občasno se lotijo tudi drugih zvrsti, med vidnejšimi zgledi je fantazijska akcijska igra igranja vlog Victor Vran (2015), ki je kasneje dobila razširitev v sodelovanju z britansko rock skupino Motörhead.
V začetku leta 2025 je švedski založnik Paradox Interactive podpisal zavezujočo namero o odkupu vseh delnic Haemimont Games, ki je od takrat podružnica. Haemimont je v preteklosti za Paradox že razvil razmeroma uspešno preživetveno upravljalsko simulacijo Surviving Mars (2018), vendar je Paradox razvoj naslednjih delov serije zaupal drugim razvijalcem.